# Mettlach

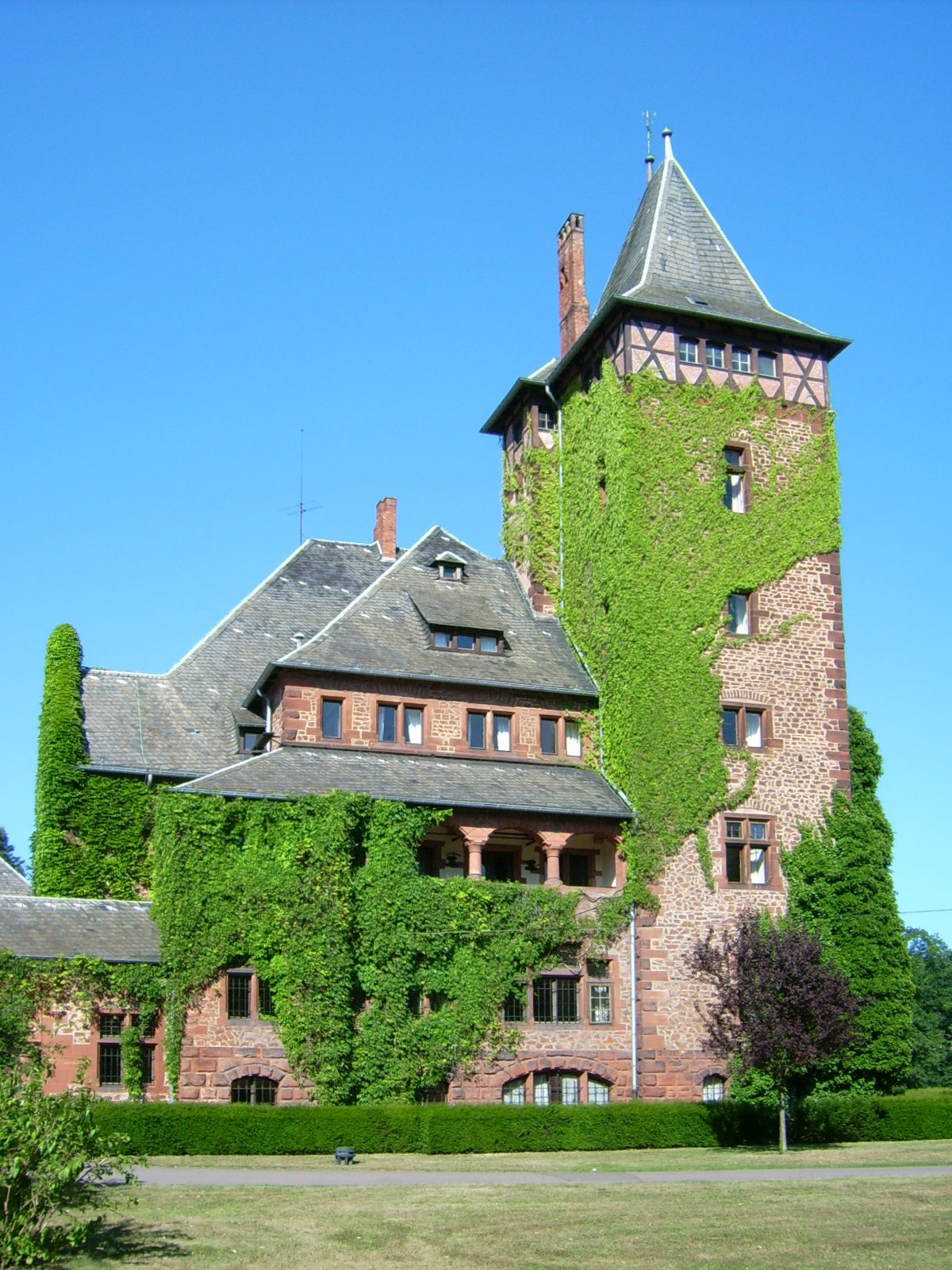
Zamek Saareck

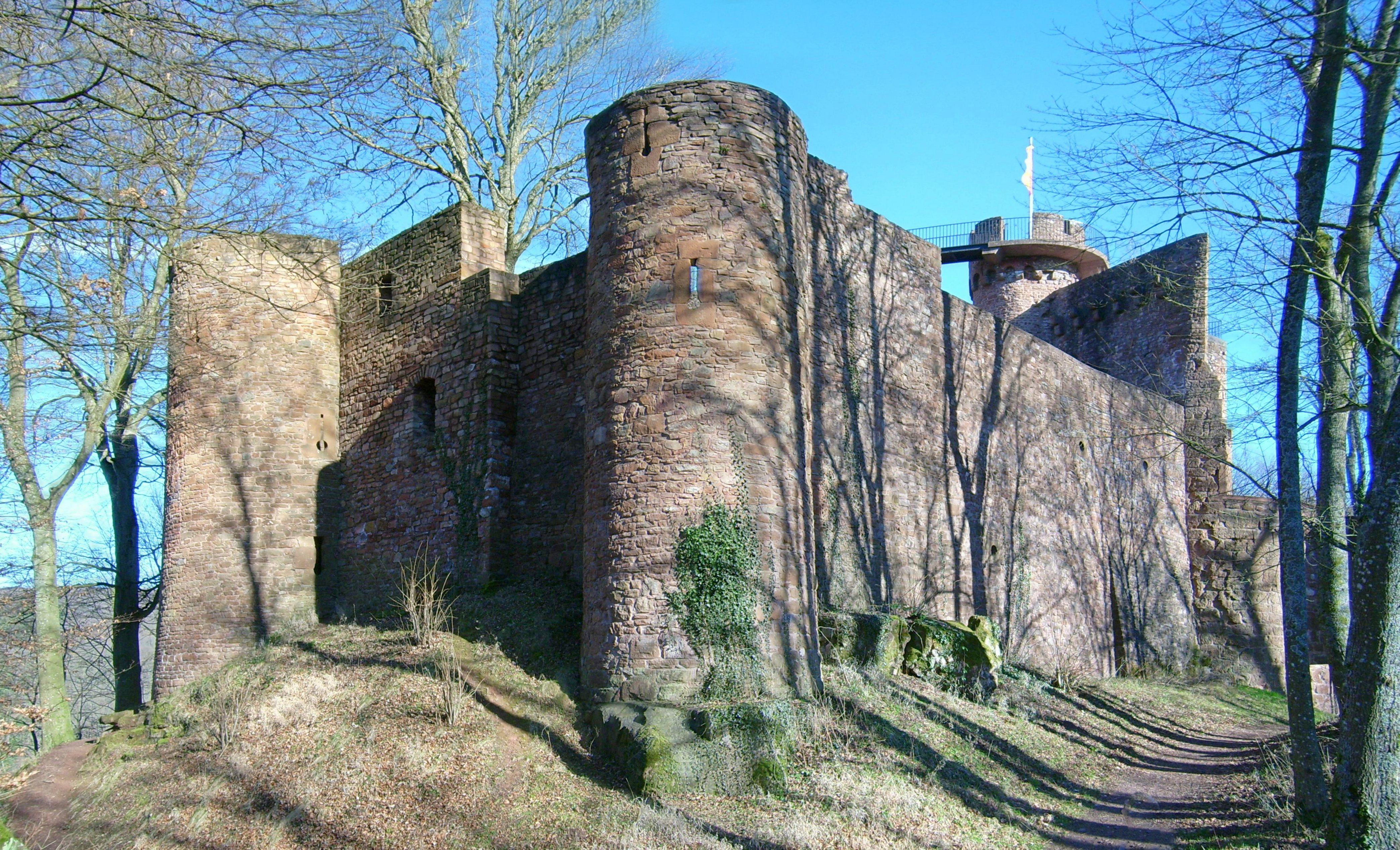
Zamek Montclair

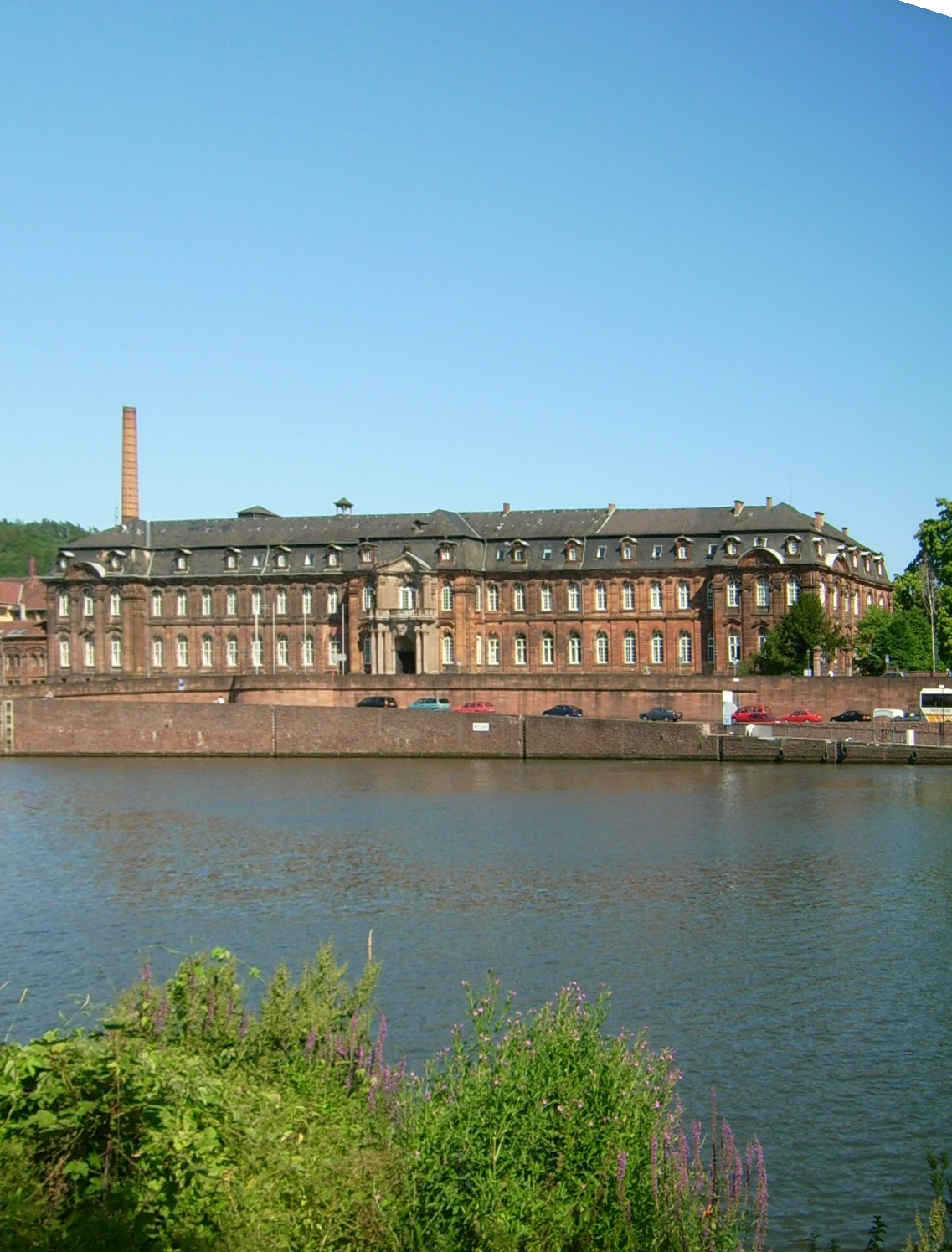
Opactwo

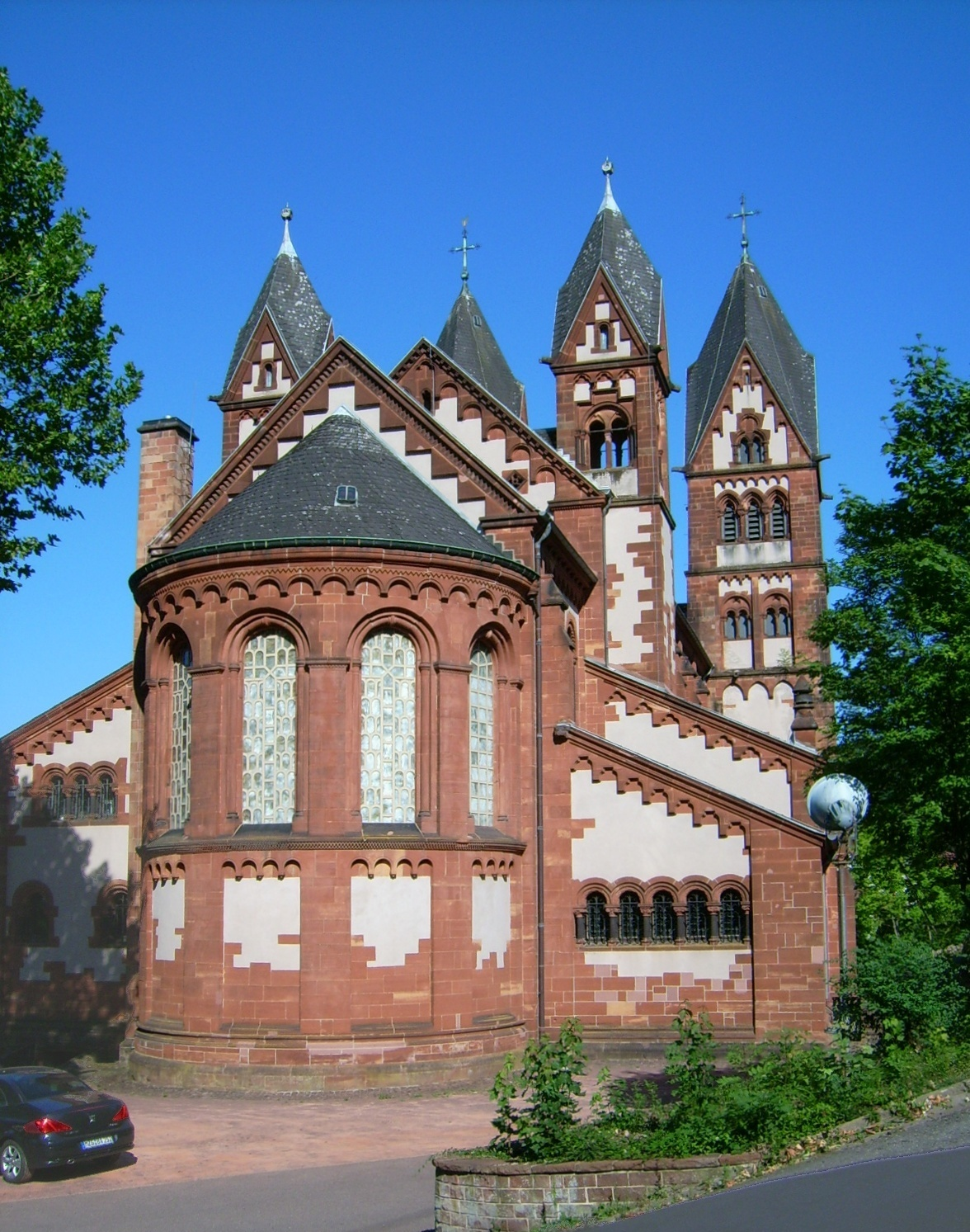
Kościół św. Lutwinusa (St. Lutwinus)

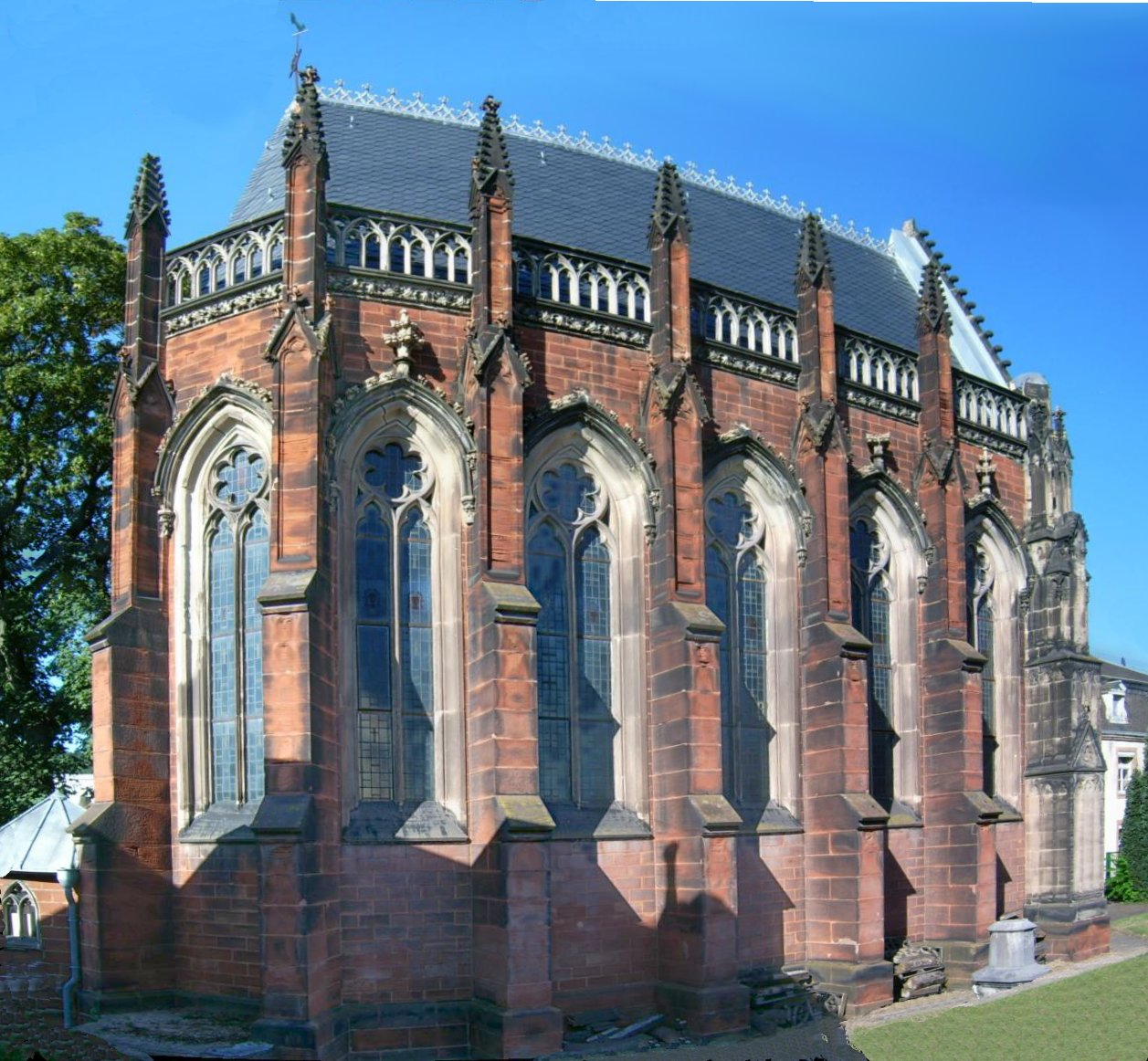
Kościół św. Józefa (St. Josef)

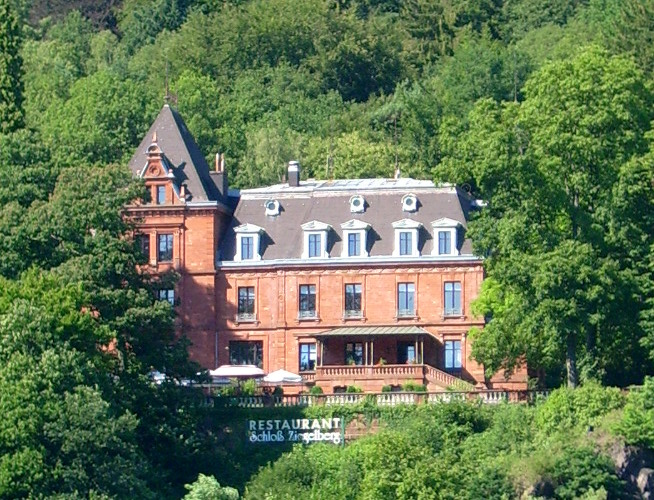
Zamek Ziegelberg

Mettlach – gmina w zachodnich Niemczech, w północnej części kraju związkowym Saara, w powiecie Merzig-Wadern.

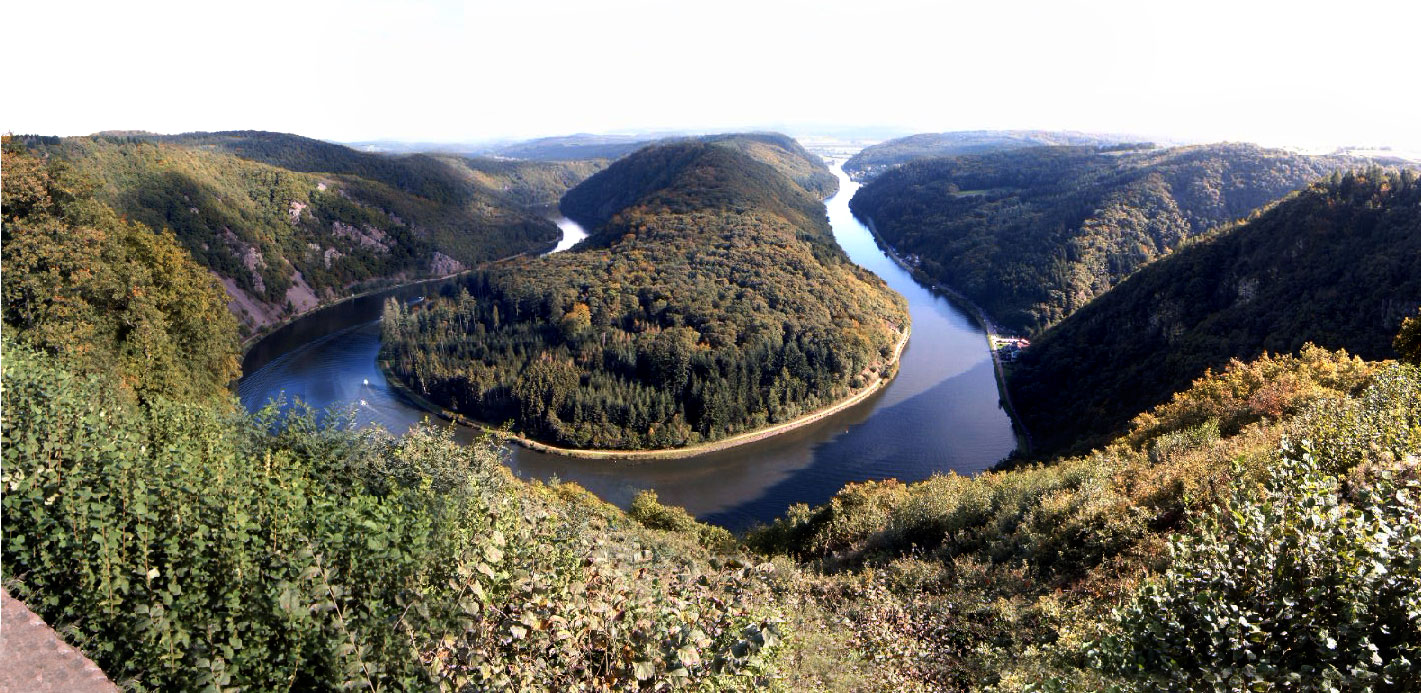
Meander Saary

## Geografia
Gmina leży przy granicy z Nadrenią-Palatynatem, nad rzeką Saara (zakole meandru Saary).
Obszar gminy Mettlach wynosi 78,08 km², zamieszkuje ją 12 305 osób (2010). 49,8% powierzchni gminy stanowią lasy, 41,2% użytki rolne, pozostałe 9% zajmują siedliska ludzkie.
Mettlach położone jest ok. 40 km na północny zachód od Saarbrücken i ok. 35 km na południowy wschód od Luksemburga.

## Części miejscowości
W skład gminy wchodzi 10 części miejscowości: Bethingen, Dreisbach, Faha, Mettlach, Nohn, Orscholz, Saarhölzbach, Tünsdorf, Wehingen i Weiten.

### Mettlach
Dzielnica Mettlach liczy 3370 mieszkańców (stan na lipiec 2003) i 9,54 km² powierzchni. Leży na wysokości 159–388 m n.p.m. Mettlach leży na dwóch brzegach Saary, w jego obrębie znajduje się koniec meandru.

## Historia
Francuski książę Lutwin, późniejszy biskup Trewiru, wybudował w 676 opactwo na miejscu obecnej miejscowości Mettlach. W 990 za poleceniem opata Lioffina wybudowano kościół Mariacki (Marienkirche), w których pochowano szczątki założyciela opactwa. Kościół ten został wzniesiony w formie oktogonu (wzorowano się na katedrze w Akwizgranie), dziś znany jest jako Alter Turm (pol. stara wieża) i uchodzi za najstarszą budowlę sakralną w Saarze. Obecne budynki opactwa pochodzą z XVIII w. ma tam swoją siedzibę firma Villeroy & Boch.
Gmina Mettlach powstała w wyniku reform administracyjnych w 1974 r.
5 grudnia 2006 w Mettlach spotkali się Angela Merkel, Jacques Chirac i Lech Kaczyński – przywódcy państw Trójkąta Weimarskiego,

## Polityka
Od 2003 wójtem gminy jest Judith Thieser.

### Rada gminy
Rada gminy składa się z 33 członków:
|      |         | CDU   | SPD   | FBM  | FDP  | Bezpartyjni | Razem |
| 2004 | Miejsca | 17    | 12    | 3    | 0    | 1           | 33    |
|      | Głosy   | 2947  | 2299  | 596  | 202  | –           | 6044  |
|      | Procent | 48,76 | 38,04 | 9,86 | 3,34 | –           | 100   |

26 stycznia 2007 radny Albert Kirchen zrezygnował z członkostwa w SPD i ogłosił bezpartyjność.

## Współpraca
Mettlach posiada dwie miejscowości partnerskie:
- Varades, Francja – od 1985 (współpracuje dzielnica Orscholz)
- Weiten, Austria – od 2000 (współpracuje dzielnica Weiten)

## Zabytki i atrakcje
- meander Saary

Bethingen
- kapliczka z 1739
- kościół
- pietà z 1900 (przed kościołem)

Dreisbach
- dom szlachty z 1836
- gospoda z XIX w.

Faha
- ruiny zamku Rotburg z XIII w
- kościół parafialny pw. św. Stefana (St. Stephan)z 1850–1852

Mettlach
- pięć domów przy Edmundstraße i Siebendstraße z 1900
- park opactwa
- fontanna z 1838 według projektu Karla Friedricha Schinkela
- skład form ceramicznych Villeroy & Boch z 2. poł. XIX w.
- hala produkcyjna Villeroy & Boch z 1875
- hale produkcyjne ceramiki opactwa z XVIII, XIX i XX w. projektowane przez Johanna Trabucco i Christiana Kretzschmara
- Alter Turm, pozostałości po kościele Mariackim (Marienkirche) z 989, konserwowany w 1851.
- pozostałości po murach parkowych z 1850
- most w parku z 1841
- ruiny zamku Montclair z XX/XII w
- kaplica pw. św. Józefa (St. Josef) z 1868, zaprojektowana przez Carla Friedricha Müllera
- pomnik Eugena von Bocha z 1901
- kościół parafialny pw. św. Lutwinusa (St. Lutwinus) z 1901–1905, zaprojektowany przez Ludwiga Beckera i Antona Falkowskiego. Jest to jedyny kościół pod takim wezwaniem w Niemczech. Witraże wykonane są z alabastru.
- dwa domy mieszkalne i apteka przy Freiherr-vom-Stein-Straße, odpowiednio z 1910, XIX w. i 1880
- plebania z 1856
- mozaika Das Füllhorn przed halą produkcyjną Villeroy & Boch z 1949
- zamek Saareck z 1901–1903
- zamek Ziegelberg

Nohn
- kościół parafialny pw. św. Medarda (St. Medardus) z 1923
- kapliczka z XVIII w.
- krzyż przydrożny z XVIII w.

Orscholz
- kościół pw. św. Mikołaja (St. Nikolaus) z 1830–1831 projektu Petera Benza, rozbudowany w 1923–1924

Saarhölzbach
- most kolejowy z 1858–1859
- gospoda Prinzenhaus z XVIII w.
- kamień graniczny z 1779
- kościół parafialny pw. św. Antoniego (St. Antonius) z 1792, dwukrotnie rozbudowywany w 1848 i 1933

Tünsdorf
- budynki klasztorne z XVIII w.
- kaplica z 1716
- kapliczka z XIX w.
- plebania z XVIII w.
- Haus Lepage, dom mieszkalny przy Kewelstraße 4 z 1792
- dwa domy przy Franz-Altmeyer-Straße (25, 27) z I połowy XIX w.

Wehingen
- kaplica pw. św. Marka Ewangelisty (St. Markus Evangelist) z 1733

Weiten
- kościół parafialny pw. św. Huberta (St. Hubertus), z 1827, powiększony w 1927,
- kaplica z 1892
- krzyż pokutny z 1892
- kaplica pw. św. Lutwinusa (St. Lutwinus) z 1892

## Infrastruktura

### Transport
Mettlach leży przy drodze krajowej B51 i linii kolejowej Saarstrecke (Saarbrücken – Trewir), na której znajduje się Mettlacher Tunnel. Pociągi osobowe zatrzymują się przeważnie co godzinę na dwóch stacjach:
- Mettlach
- Saarhölzbach

### Przedsiębiorstwa
W Mettlach znajduje się główna siedziba firmy Villeroy & Boch, która zajmuje się produkcją ceramiki od ponad 200 lat. Ma tu również swoją niemiecką siedzibę firma odzieżowa Lands' End, przy której znajduje się sklep outlet.

### Turystyka
Od lat 80. XX wieku ważną rolę w gospodarce Mettlach odgrywa turystyka, gmina posiada 1400 miejsc noclegowych.
Gmina leży na szlaku turystycznym Saarland-Rundwanderweg.

## Osoby

### urodzone w Mettlach
- Roger von Boch-Galhau (ur. 1873, zm. 1917), przedsiębiorca
- Matthias Wehr (ur. 1892, zm. 1967), biskup Trewiru
- René von Boch-Galhau (ur. 1843, zm. 1908), przedsiębiorca
- Franz Egon von Boch-Galhau (ur. 1909, zm. 1981), przedsiębiorca
- Karl Conrath (ur. 1913), pisarz
- Wendelin von Boch-Galhau (ur. 1942), przedsiębiorca, akcjonariusz
- Hans Georg Stritter (ur. 1949), polityk

### związane z gminą
- Jean-François Boch (ur. 1782, zm. 1858), przedsiębiorca
- Heinrich Wilhelm Breidenfeld (ur. 1794, zm. 1875), organmistrz, wybudował w 1844 organy w Mettlach
- Eugen von Boch (ur. 1809, zm. 1898), przedsiębiorca, wójt Mettlach
- Karl August von Cohausen (ur. 1812, zm. 1894), architekt, historyk sztuki, archeolog
- György Lehoczky (ur. 1901, zm. 1979), architekt, witrażysta
- Matt Lamb (ur. 1932), amerykański malarz
- Therese Zenz (ur. 1932), kajakarka, w latach 1952–1960 na trzech Letnich Igrzyskach Olimpijskich zdobyła 3 srebrne medale, mieszka w Mettlach
- Benjamin Becker (ur. 1981), tenisista